# Ha-Jogev
Ha-Jogev (hebrejsky הַיּוֹגֵב, anglicky HaYogev) je vesnice typu mošav v Izraeli, v Severním distriktu, v Oblastní radě Jizre'elské údolí.

## Geografie
Leží v nadmořské výšce 96 metrů v centrální části západní poloviny Jizre'elského údolí, v oblasti s intenzivním zemědělstvím. Severně od vesnice teče údolím řeka Kišon, která tu plní umělou vodní nádrž Ma'agar Kfar Baruch a do které od jihozápadu přitékají četná vádí, vesměs ovšem kvůli intenzivnímu zemědělství převedená do umělých vodotečí, jako Nachal Dorech či Nachal Kejni.
Vesnice se nachází cca 7 kilometrů západně od města Afula, cca 72 kilometrů severovýchodně od centra Tel Avivu a cca 30 kilometrů jihovýchodně od centra Haify. Ha-Jogev obývají Židé, přičemž osídlení v tomto regionu je zcela židovské. Oblast Vádí Ara, kterou obývají izraelští Arabové (například město Ma'ale Iron) začíná cca 7 kilometrů jižním směrem.
Ha-Jogev je na dopravní síť napojen pomocí lokální silnice, která ústí do dálnice číslo 66.

## Dějiny
Ha-Jogev byl založen v roce 1949. Zakladateli vesnice byli osadníci z Bejt Ešel – židovské vesnice v poušti Negev, která byla během války za nezávislost v roce 1948 obležena a poté opuštěna. Členové osadnické skupiny se pak po válce přesunuli sem, do Jizre'elského údolí. Šlo o židovské přistěhovalce z Rakouska, Německa a Rumunska a některé rodilé Izraelce.
Jen pár set metrů východně od nynější vesnice se do roku 1948 rozkládala arabská vesnice Chirbet Lid. V dubnu 1948, v počáteční fázi války za nezávislost, byla ovládnuta židovskými silami a její obyvatelstvo vysídleno. V této vesnici žilo v roce 1931 451 lidí v 87 domech. Nacházela se zde lokalita Chirbet al-Manatir se zbytky staveb z byzantského období. Ve vesnici stála mešita. Po dobytí byla vesnice zbořena a na jejích pozemcích vznikl ha-Jogev.
První provizorní ubytování v ha-Jogev zřídila pro zdejší osadníky Židovská agentura. Původně se obyvatelé vesnice zaměřovali na tradiční zemědělskou výrobu. Mošav ale provázely trvalé hospodářské potíže způsobené mimo jiné nedostatkem vody. V 80. letech 20. století se začalo rozvíjet komerční pěstování květin.
V současnosti se obyvatelé živí zemědělstvím a část z nich za prací dojíždí. V ha-Jogev fungují zařízení předškolní péče o děti. Základní škola je v nedalekém kibucu ha-Zore'a. V obci je dále k dispozici obchod, zdravotní ordinace, pošta a knihovna. V roce 1991 vyrostl při vesnici provizorní tábor pro přistěhovalce ze SSSR, sestávající z 50 mobilních karavanů. Později byl nahrazen trvalou zástavbou.

## Demografie
Obyvatelstvo mošavu ha-Jogev je sekulární. Podle údajů z roku 2014 tvořili naprostou většinu obyvatel v ha-Jogev Židé (včetně statistické kategorie "ostatní", která zahrnuje nearabské obyvatele židovského původu ale bez formální příslušnosti k židovskému náboženství).
Jde o menší sídlo vesnického typu s dlouhodobě stagnující populací. K 31. prosinci 2014 zde žilo 629 lidí. Během roku 2014 populace stoupla o 3,5 %.
| Rok            | 1961 | 1972 | 1983 | 1995 | 2001 | 2003 | 2004 | 2005 | 2006 | 2007 | 2008 | 2009 | 2010 | 2011 | 2012 | 2013 | 2014 |
| -------------- | ---- | ---- | ---- | ---- | ---- | ---- | ---- | ---- | ---- | ---- | ---- | ---- | ---- | ---- | ---- | ---- | ---- |
| Počet obyvatel | 442  | 356  | 456  | 630  | 559  | 530  | 543  | 536  | 534  | 542  | 541  | 533  | 555  | 578  | 590  | 608  | 629  |